# Rakouský skauting

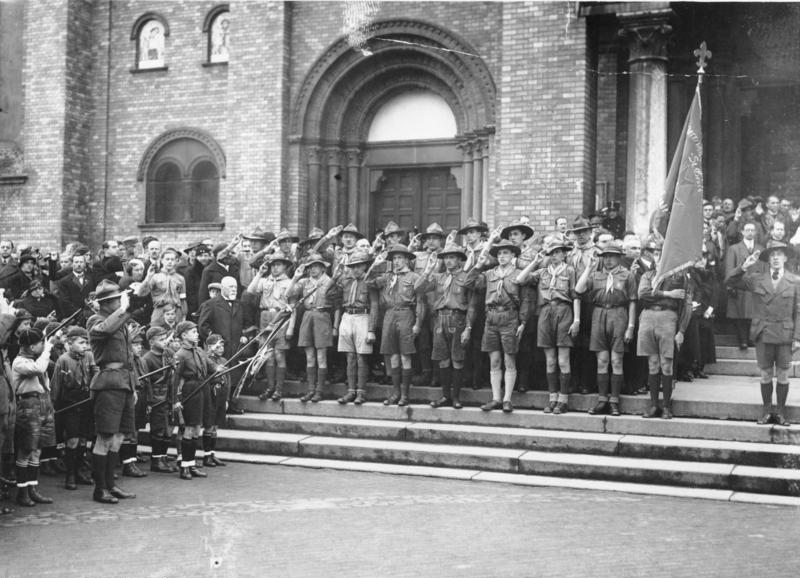
Skauti v Rakousku v roce 1920

Rakouský skauting zahrnuje činnost několika skautských organizací, mezi nimi:
- Pfadfinder und Pfadfinderinnen Österreichs, 85 000 členů, člen WOSM a WAGGGS, člen Rakouské národní rady mládeže
- Österreichischer Pfadfinderbund, 3 000 členů, člen Rakouské národní rady mládeže, vznik 1914/obnovení 1949
- Pfadfinder-Gilde Österreichs, 3 000 členů, zakládající člen ISGF, vznik 1951
- Katholische Pfadfinderschaft Europas-Österreich (Katoličtí skauti Evropy), členem Federace skautů Evropy, vznik 1981
- Royal Rangers Austria, člen Royal Rangers International, vznik 1985
- Adventwacht, člen Pathfinders International
- Ha-Šomer ha-ca'ir, člen Rakouské národní rady mládeže
- Muslimische Pfadfinderinnen und Pfadfinder Österreich (Islám), vznik 2004
- Pfadfinder der Kirche Jesu Christi der Heiligen der Letzten Tage, organizace Církev Ježíše Krista Svatých posledních dnů, vznik 1974
- Europa Scouts, vznik 1949
- Pfadfinderinnen und Pfadfinder Europas-Österreich, vznik 2000
- Scouts of Europa - Europäische Pfadfinderbewegung, uchazeč o členství ve World Federation of Independent Scouts,[1] vznik 2006

## Mezinárodní skauting v Rakousku
- Boy Scouts of America, řídí Transatlantic Council
- Girlguiding UK, řídí British Guides in Foreign Countries
- Girl Scouts of the USA, řídí ústředí USAGSO[2]
- Scouts et Guides de France jeden oddíl ve Vídni.[3]
- Külföldi Magyar Cserkészszövetség - Maďarští skauti v exilu
- Homenetmen jeden oddíl ve Vídni, vznik 1985[4]